# Зачатеевка
Зачатеевка — хутор в Белгородском районе Белгородской области. Входит в состав Ериковского сельского поселения.

## География
Хутор расположен на юго-западе региона и на расстоянии примерно 16 км по прямой к северу от административного центра района — Майского.
Часовой пояс
Хутор Зачатеевка как и вся Белгородская область, находится в часовой зоне МСК (московское время). Смещение применяемого времени относительно UTC составляет +3:00.

## Население
| 2002 | 2010 |
| ---- | ---- |
| 26   | ↗35  |

Национальный состав
Согласно результатам переписи 2002 года, в национальной структуре населения
русские составляли 92 % из 26 чел..